# Лінксвілл (Вісконсин)
Лінксвілл (англ. Lynxville) — селище (англ. village) в США, в окрузі Кроуфорд штату Вісконсин. Населення — 132 особи (2010).

## Географія
Лінксвілл розташований за координатами 43°15′10″ пн. ш. 91°2′58″ зх. д. / 43.25278° пн. ш. 91.04944° зх. д. (43.252656, -91.049356).  За даними Бюро перепису населення США в 2010 році селище мало площу 3,54 км², з яких 3,51 км² — суходіл та 0,04 км² — водойми.

## Демографія
Згідно з переписом 2010 року, у селищі мешкали 132 особи в 63 домогосподарствах у складі 45 родин. Густота населення становила 37 осіб/км².  Було 101 помешкання (29/км²).
Расовий склад населення:
| - 98,5 % — білих - 1,5 % — чорних або афроамериканців |

До двох чи більше рас належало 0,0 %. Частка іспаномовних становила 3,8 % від усіх жителів.
За віковим діапазоном населення розподілялося таким чином: 18,2 % — особи молодші 18 років, 60,6 % — особи у віці 18—64 років, 21,2 % — особи у віці 65 років та старші. Медіана віку мешканця становила 52,7 року. На 100 осіб жіночої статі у селищі припадало 106,2 чоловіків;  на 100 жінок у віці від 18 років та старших — 96,4 чоловіків також старших 18 років.
Середній дохід на одне домашнє господарство  становив 43 690 доларів США (медіана — 32 500), а середній дохід на одну сім'ю — 48 260 доларів (медіана — 37 500). Медіана доходів становила 46 250 доларів для чоловіків та 24 500 доларів для жінок. За межею бідності перебувало 25,0 % осіб, у тому числі 64,3 % дітей у віці до 18 років та 6,1 % осіб у віці 65 років та старших.
Цивільне працевлаштоване населення становило 53 особи. Основні галузі зайнятості: роздрібна торгівля — 32,1 %, виробництво — 24,5 %, освіта, охорона здоров'я та соціальна допомога — 17,0 %.